# Mompha floridensis
Mompha floridensis é uma espécie de mariposa do gênero Mompha pertencente à família Coleophoridae.